# Acordo Venizelos-Tittoni
O Acordo Venizelos–Tittoni foi um acordo secreto não vinculativo entre o primeiro-ministro da Grécia, Eleftherios Venizelos, e o ministro das Relações Exteriores da Itália, Tommaso Tittoni, em julho de 1919, durante a Conferência de Paz de Paris.

## Principais condições
O acordo foi um esforço para alcançar uma concordância sobre as reivindicações territoriais conflitantes dos dois países.
- A Grécia comprometeu-se a apoiar as reivindicações italianas sobre Vlorë e o estabelecimento de um protetorado italiano sobre a Albânia. [1] Na Ásia Menor, a Grécia iria apoiar as reivindicações italianas sobre as partes dos sanjaques de Aidim e Sanjaque de Mentexe, que até então não haviam sido capturados pelo exército grego. A linha de demarcação entre as zonas gregas e italianas foi estabelecida no vale do rio Menderes. A Grécia asseguraria também para a Itália uma zona franca no porto de Esmirna (sob administração grega a partir de maio de 1919).
- A Itália comprometeu-se a apoiar as reivindicações territoriais gregas sobre o Epiro do Norte e transferir o Dodecaneso à Grécia, à exceção da ilha de Rodes, que permaneceria sob domínio italiano até o momento em que Chipre fosse cedida à Grécia pela Grã-Bretanha, momento em que um referendo seria realizado para uma união com a Grécia.

## Evolução
Em janeiro de 1920, Venizelos fez conhecido o acordo ao Conselho Supremo Aliado com ausência de reação negativa. A postura da Itália mudaria em julho de 1920, quando o novo ministro das Relações Exteriores, Carlo Sforza, com uma nota secreta para o governo grego renunciou ao acordo. Formalmente, o acordo foi renunciado pela Itália em agosto de 1922.